# FC Viktoria Schneidemühl
Der FC Viktoria Schneidemühl war ein deutscher Sportverein aus dem im heutigen Polen gelegenen Schneidemühl.

## Geschichte
Im Mai 1915 fand die Gründungsversammlung in der Gastwirtschaft Winkler in der Schmiedestraße statt.
Dem Klub wurde der Name „F.C. Viktoria“ gegeben und Rot–Weiß als Vereinsfarbe gewählt. Die Eintragung in das Vereinsregister konnte aber vorerst nicht erfolgen, da kein Mitglied 21 Jahre alt war. Erst 1916 wurde der Club offiziell in das Vereinsregister eingetragen. Da es aber schon 1915 Spiele der Viktoria gab, sollte 1915 auch als das Gründungsjahr in der Geschichte festgehalten werden. Der Verein spielte im Baltischen Rasen- und Wintersport-Verband. 1920/21 wurde Viktoria Schneidemühl Bezirksmeister des Bezirkes V Schneidemühl und qualifizierte sich dadurch für die Fußballendrunde des Kreises III Pommern. In dieser schied Schneidemühl bereits in der Vorrunde durch eine 3:4-Niederlage gegen den SC Viktoria Stargard aus. Auch 1921/22 wurde Viktoria Bezirksmeister Schneidemühls, durch einen 2:1-Sieg in der Vorrunde über den SV Sturm Lauenburg und einem Freilos im Halbfinale erreichte der Verein das Finale um die pommersche Fußballmeisterschaft. Der Stettiner FC Titania war jedoch eine Nummer zu groß für Schneidemühl, das Spiel ging mit 0:7 verloren. In den kommenden Spielzeiten musste sich Viktoria Schneidemühl innerhalb der Bezirksliga den Vereinen aus Deutsch Krone geschlagen geben. 1926/27 konnte erneut die Bezirksliga Schneidemühl gewonnen werden, in der pommerschen Fußballendrunde war bereits in der Vorrunde schluss, gegen den späteren pommerschen Fußballmeister Stettiner SC verlor Viktoria am 23. Januar 1927 knapp mit 4:5. Dasselbe Bild zeichnete die Spielzeit 1927/28, als Bezirksmeister Schneidemühls war erneut in der Vorrunde der Pommernmeisterschaft Ende, dieses Mal unterlag Schneidemühl dem Stettiner FC Titania mit 1:5. 1928/29 wurde Viktoria letztmals Bezirksmeister Schneidemühls, wie im Vorjahr unterlag der Verein dem Stettiner FC Titania mit 1:5 in der pommerschen Fußballendrunde.
Mit Machtübernahme der Nationalsozialisten 1933 wurden die Fußballverbände aufgelöst und durch Sportgaue ersetzt. Da Vereine aus dem Kreis Schneidemühl bei der Gründung der Gauliga Pommern nicht für diese berücksichtigt wurden, wurde Viktoria Schneidemühl in der zweitklassigen Fußball-Bezirksklasse Pommern Abteilung Süd eingeordnet. Im selben Jahr schloss sich der FC Titania 1930 Schneidemühl dem Verein an. Im Gegensatz zum Lokalrivalen SV Hertha Schneidemühl gelang der Viktoria kein Aufstieg in die erstklassige Gauliga mehr. 1934/35 qualifizierte sich der Verein als Sieger der Bezirksklasse Pommern-Süd für die Aufstiegsrunde zur Gauliga Pommern 1935/36, unterlag in dieser jedoch dem FC Pfeil Lauenburg und dem SV 1910 Kolberg. 1935/36 und 1936/37 wurde Viktoria Zweitplatzierter der Bezirksklasse hinter MSV Mackensen Neustettin (1936) bzw. Deutsch Krone (1937). 1937/38 konnte der Verein nochmals die Bezirksklasse gewinnen, an der Teilnahme zur Aufstiegsrunde zur Gauliga Pommern 1938/39 verzichtete der Verein jedoch vermutlich aus finanziellen Gründen.
Nach dem Zweiten Weltkrieg wurde das zum Deutschen Reich gehörende Schneidemühl unter polnische Verwaltung gestellt. Der SV Hertha Schneidemühl wurde – wie alle übrigen deutschen Vereine und Einrichtungen – zwangsaufgelöst.

## Erfolge
- Bezirksmeister Schneidemühl: 1920/21, 1921/22, 1926/27, 1927/28, 1928/29